# Katonai Emlékpark Pákozd

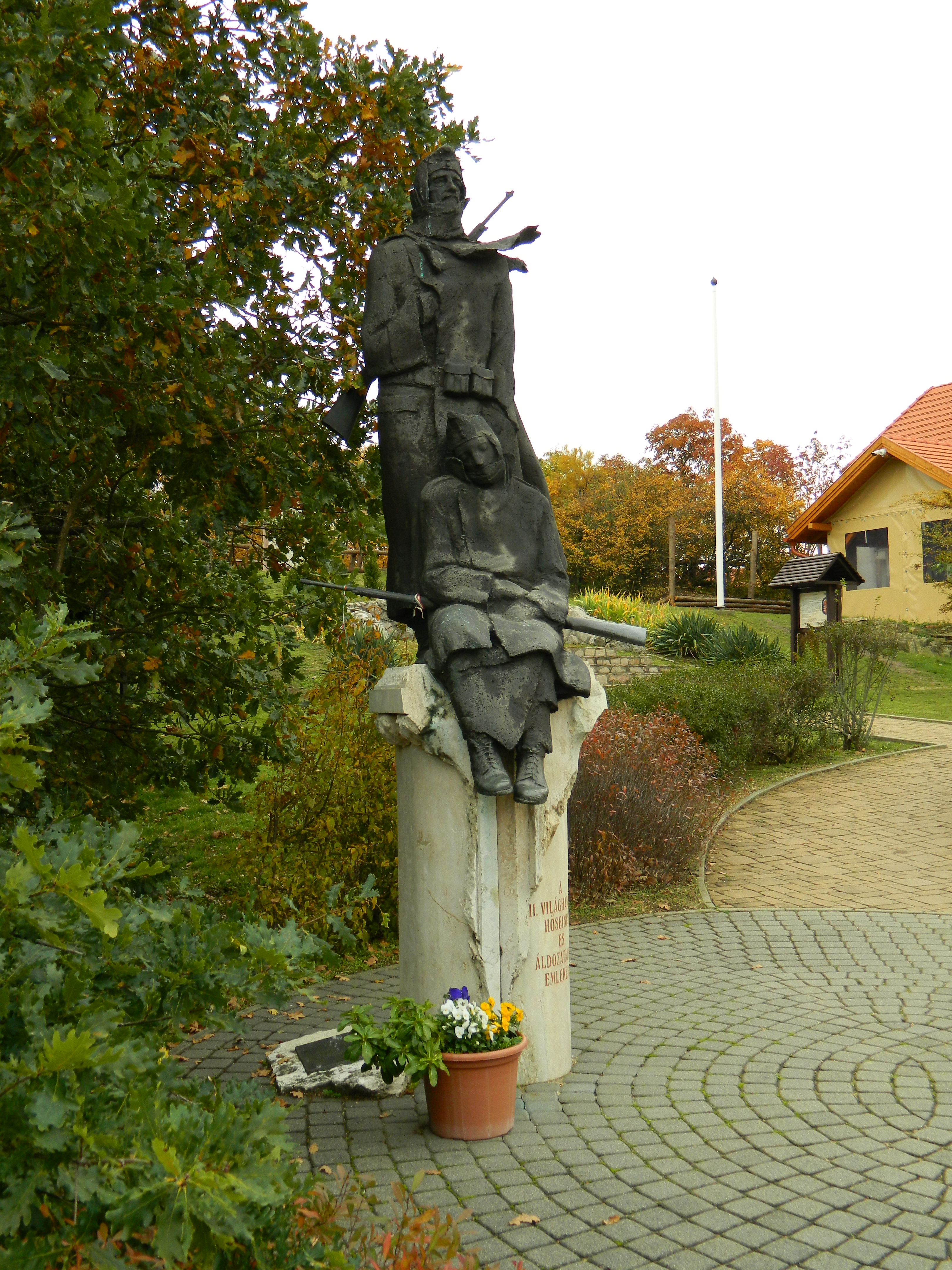
A Második Világháború hőseinek és áldozatainak emlékműve a pákozdi Katonai Emlékparkban. Alkotó: Benedek György

A pákozdi Katonai Emlékpark  (röviden KEMPP) Magyarország egyik nemzeti emlékhelye, mely azzal a céllal jött létre 2010-ben, hogy nemzetünk hadtörténelmének 1848-tól napjainkig terjedő időszakát bemutassa. Az Emlékpark az 1848. szeptember 29-én a Pákozd, Sukoró és Pátka térségében lezajlott pákozdi csata emlékére állított Mészeg-hegyi obeliszk környezetében található 1,6 hektáros területen helyezkedik el. Közúton a 8116-os útból kiágazó 81 307-es úton közelíthető meg.

## Története
Az 1848/49-es szabadságharc első csatájára a Velencei-hegység lankái között, 1848. szeptember 29-én került sor, melynek keretében a Móga János altábornagy vezette, még szinte alakulófélben lévő magyar honvédsereg sikerrel állította meg a jelentős túlerőben lévő ellenséget. 
A győztes csata emlékére először Pákozd település állított emlékoszlopot a község főutcáján 1874-ben, amit az akkori politikai viszonyok miatt hivatalosan csak 1889-ben adtak át. 
A Mészeg-hegyen (a környék egyik legmagasabb pontján) 1951. szeptember 29-én került felavatásra a történelmi jelentőségű obeliszk. A vörös márványból készült, 16 méter magas kőoszlop Kiss Kovács Gyula szobrászművész alkotása.
Hazánk legmagasabb 1848-as emlékműve környezetében a következő évtizedekben fejlesztések történtek, és népszerű kirándulóhellyé vált. 
1978. szeptember 29-én adták át a Pákozd-Sukorói csata emlékkiállítását. 
Az 1990-es évek közepétől egy civil szervezet, a Honvédség és Társadalom Baráti Kör (HTBK) Székesfehérvári Szervezete felkarolta a pákozdi csata emlékének ápolását, az emlékhely fejlesztését. A munkálatok az obeliszk 1998-as restaurálásával kezdődtek, majd egyre többrétűbbé, nagyszabásúbbá váltak. A Katonai Emlékpark Pákozd a jelenlegi formáját 2010 elejére nyerte el, bár a fejlesztése, látnivalói bővítése azóta is folyamatos. Az ünnepélyes megnyitóra 2010. március 12-én került sor.
Az Országgyűlés 2011. november 7-i döntése [forrás?] értelmében a Katonai Emlékpark Pákozd nemzeti emlékhellyé vált, és az ehhez kapcsolódó avatási ünnepségére 2013. január 12-én került sor.

## Céljai
Az Emlékpark legfontosabb feladata a nemzeti hadtörténelem 1848-cal kezdődő időszakának méltó helyen és méltó módon való bemutatása állandó és időszakos kiállítások, valamint helyszíni programok által; a hazafias nevelés és a honvédelem össztársadalmi ügyének népszerűsítése.

## Az Emlékpark részei

### A park
Az 1,6 hektáros területen számos kiállítási felület, emlékmű és emlékpont található:
- Dísztér a magyar katonai történelmi zászlókkal
- XX. századi háborúk emlékpontja: 
  - A II. világháború hőseinek és áldozatainak emlékére készített bronzszobor
  - Az I. világháború hőseinek emlékköve
  - II. világháborús lövészárok
  - A Vitézi Rend emlékköve
- A nyíri honvédek emlékműve
- Mártírok emlékpontja gróf Batthyány Lajos és a 13 aradi vértanú emlékoszlopával
- Kilátópont
- Obeliszk
- Móga János mellszobra
- Vilmos huszár lovasszobra
- 1956-os emlékpont egy T-55-ös harckocsival
- Egy tankelhárító és egy légvédelmi löveg
- Székelykapu
- Békefenntartók emlékműve

Bár több mint 500 méterre található a park területétől, de a Katonai Emlékparkhoz tartozik a Don-kanyar Emlékkápolna is.

### A kiállítások
Az Emlékpark állandó kiállításai:
- Az 1848. szeptember 29-i pákozd-sukorói csata
- Sorkatonaság története
- Első világháborús tiszti barakk
- Magyarok a békefenntartásban
- MiG–29-es repülőgép-szimulátor (interaktív)

## Képgaléria

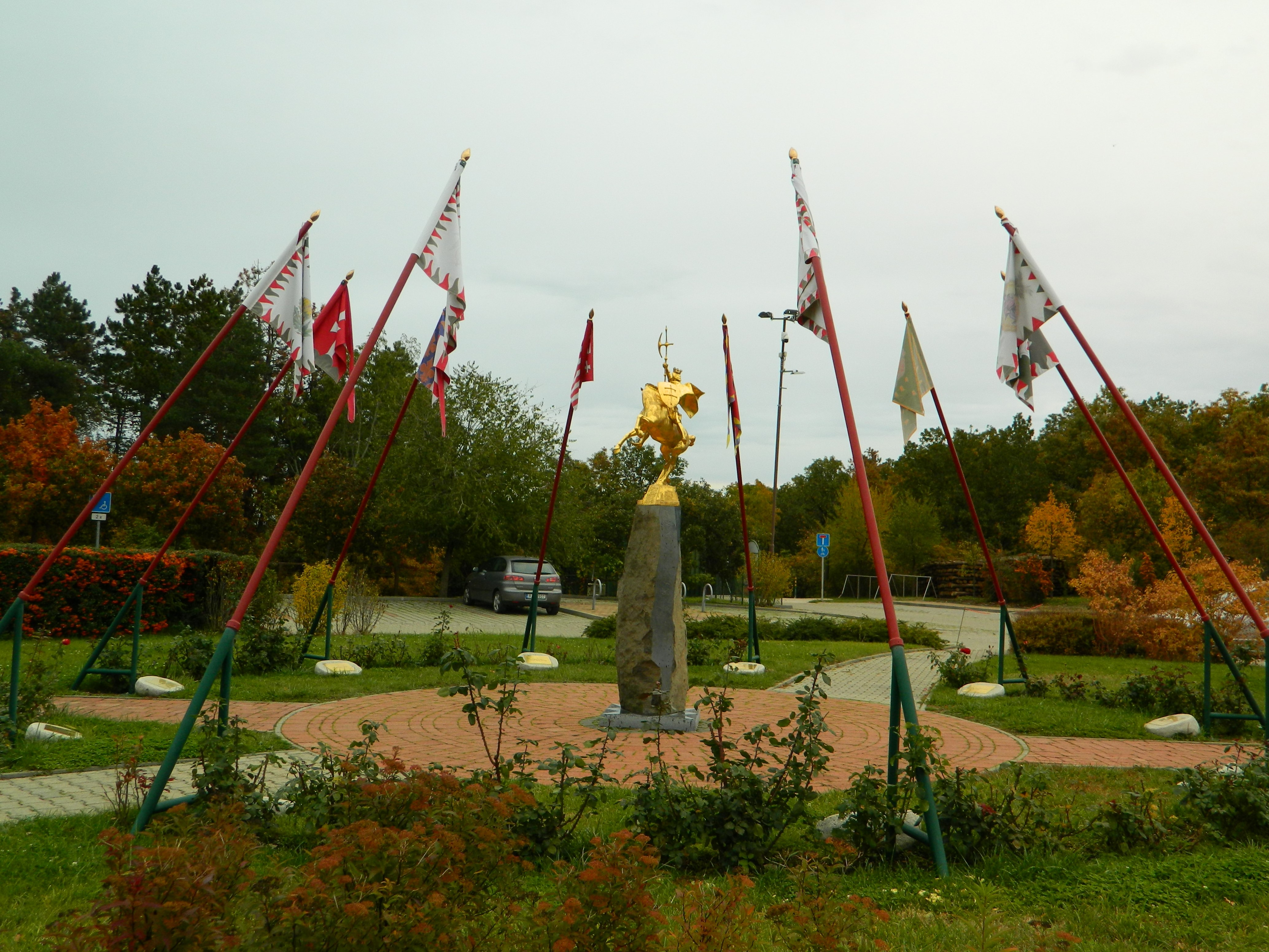
Szent László szobra és magyar katonai zászlók
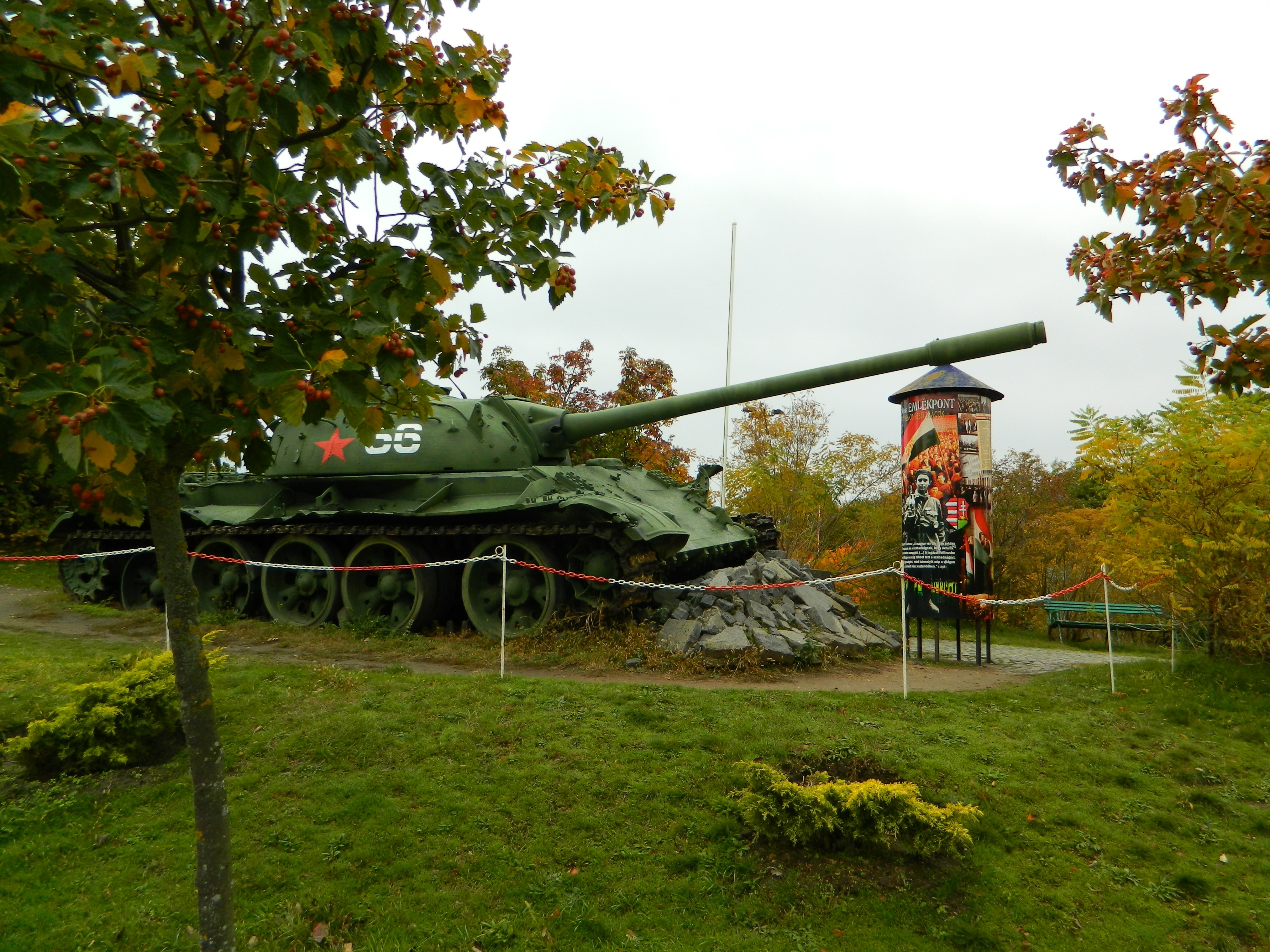
1956-os emlékhely a pákozdi Katonai Emlékparkban
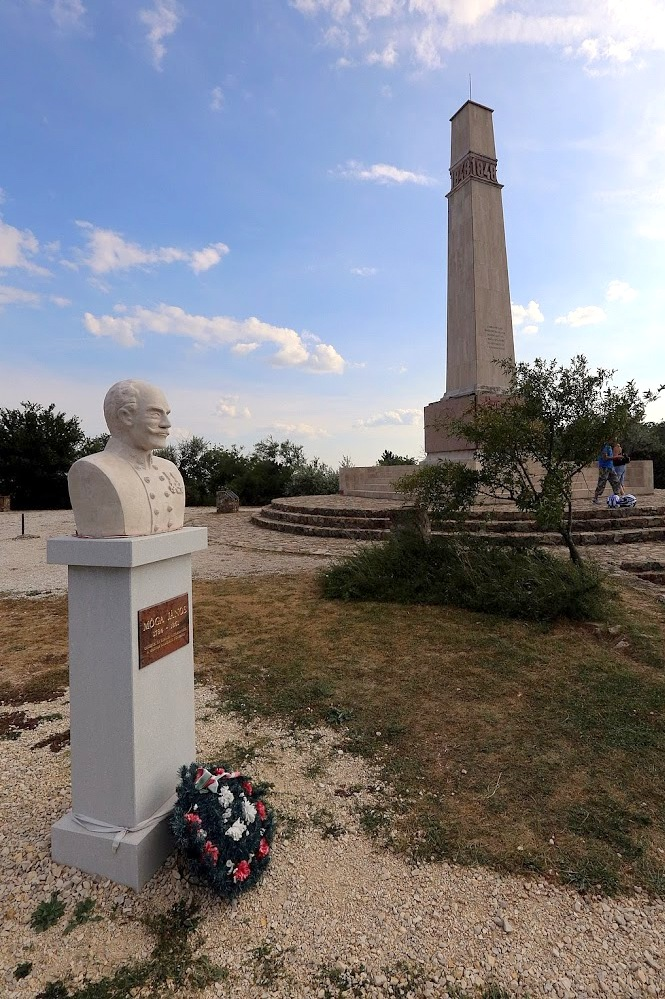
Móga János altábornagy szobra háttérben a Pákozdi-csata emlékművével
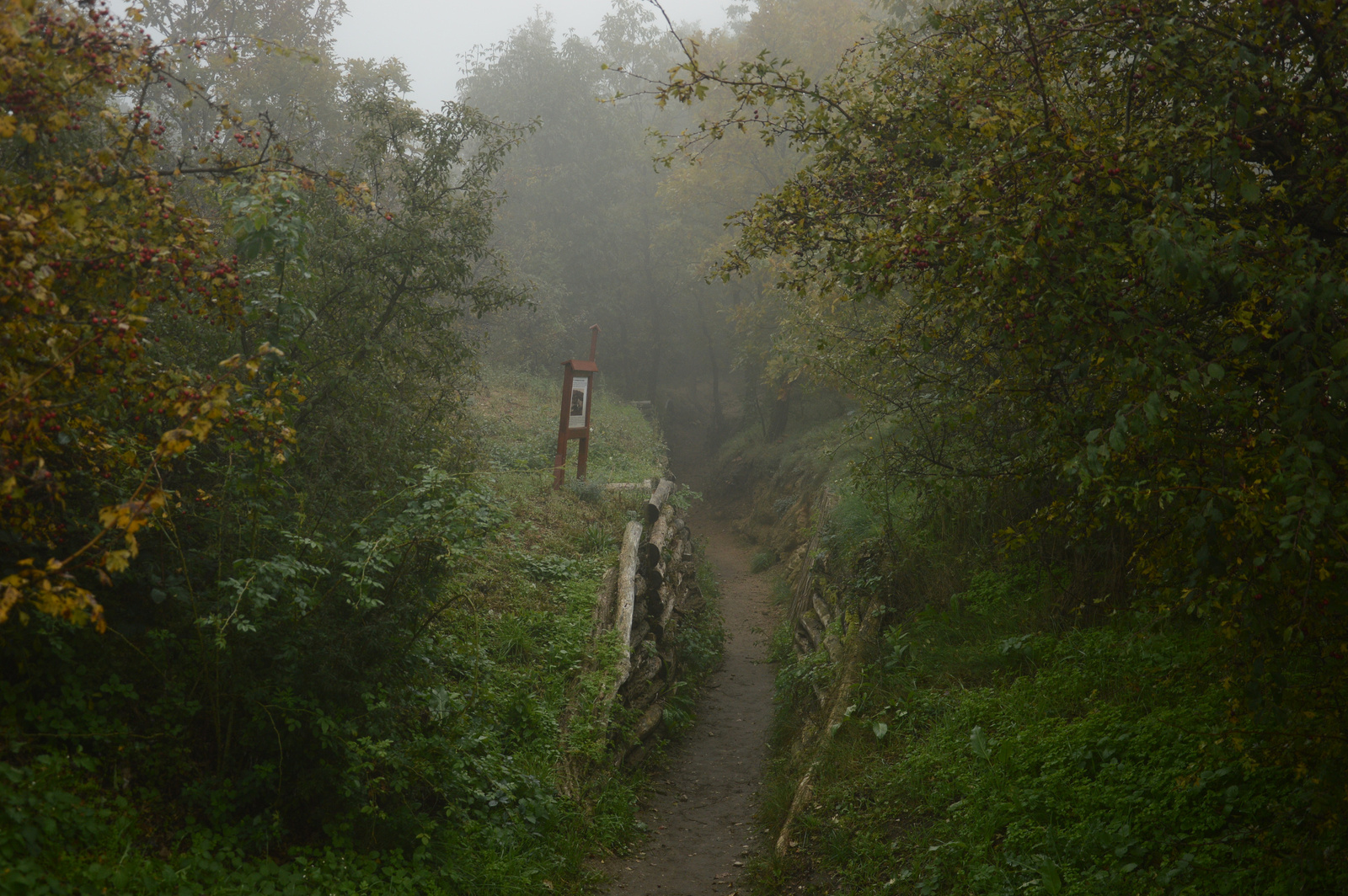
A Katonai Emlékpark területén található II. világháborús lövészárok makett
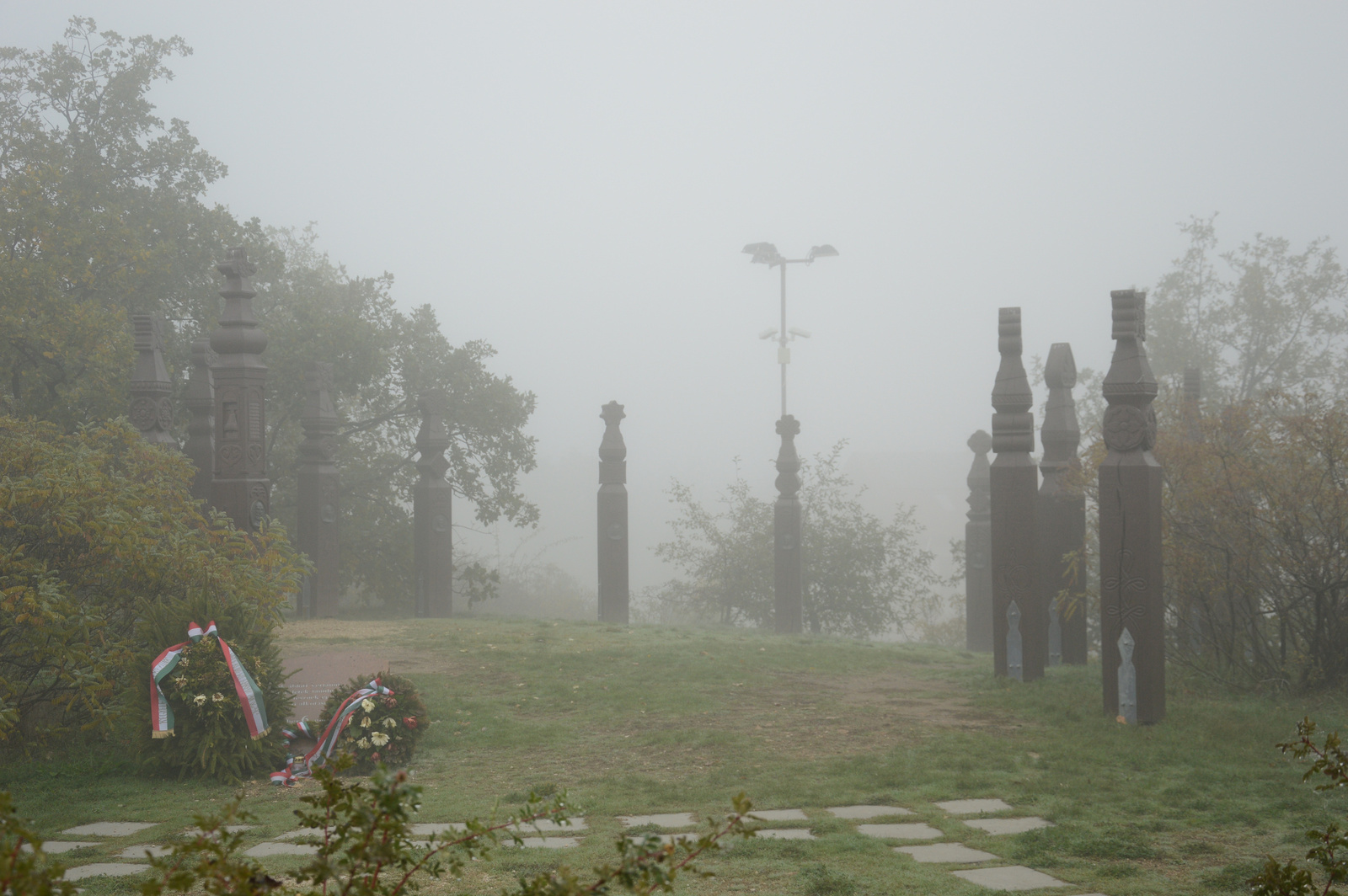
A 13 aradi vértanú és gróf Batthyány Lajos emlékoszlopai a Katonai Emlékpark Pákozd területén.